# 倪玉潔
倪玉潔（1914年6月2日—1974年5月8日），字子崙，女，松江省延吉縣龍井村人。民國37年（1948年）在松江省選區當選第一屆立法委員

## 生平[1][2][3]
- 國立政治大學第六期財政系畢業
- 革命實踐研究院廿二期及黨政軍幹部聯合作戰研究班第四期結業
- 浙江省武義縣政府賦稅征收處主任
- 國立重慶大學、國立音樂院、國立武漢大學等校會計主任
- 中國會計學社南京分社附設會計補習學校副校長
- 會計師
- 台灣省會計師公會理事、常務理事
- 台灣省會計師公會所得稅申報聯合事務所主任
- 民國63年5月8日病逝[4]